# Saveurs exotiques (chanson)
Singles de Les Déesses
Danse avec moi
(2007)
Pistes de Saveurs exotiques
Ensemble On a changé
Saveurs exotiques est le troisième single du groupe Les Déesses. Il est extrait de leur album Saveurs exotiques. Ce titre est toujours dans l'esprit Zouk du groupe auquel ajoutent des sonorités orientales. Commercialisé le 11 février 2008, il se classe en onzième place des ventes de singles en France lors de sa première semaine.

## Le clip vidéo
Le clip débute par une conversation MSN Messenger qui parle de la sortie du nouveau clip des Déesses. Ensuite, la musique démarre et on assiste à divers plans où l'on voit les filles danser et chanter dans une ambiance tamisée, dans un hôtel qui ressemble à un riad. À la fin, elles se retrouvent sur une scène devant un public où elles dansent toujours. La vidéo a été tournée à Tunis, en Tunisie.
Les Déesses Saveurs Exotiques clip officiel sur Youtube.com

## Classement des ventes
| Pays          | Meilleure position |
| ------------- | ------------------ |
| France        | 11                 |
| France (Club) | 15                 |
| Canada        | 20                 |